# Jaime Ortega
Jaime Lucas Ortega y Alamino (ur. 18 października 1936 w Jaguey Grande, zm. 26 lipca 2019 w Hawanie) – kubański duchowny rzymskokatolicki, arcybiskup San Cristobal de la Habana w latach 1981–2016, kardynał od 1994.

## Życiorys
Studiował w seminarium Alberta Wielkiego w Matanzas, a także w seminarium dla misjonarzy w kanadyjskim Quebecu. Święcenia kapłańskie przyjął 2 sierpnia 1964 w Matanzas. W pracy duszpasterskiej (z przerwą na internowanie w obozie pracy w latach 1966–1967), zajmował się głównie młodzieżą i nauką katechezy. Był także wykładowcą w seminarium w Hawanie.
4 grudnia 1978 został mianowany biskupem Pinar del Rio, sakry udzielił mu 14 stycznia 1979 w Matanzas arcybiskup Mario Tagliaferri, pronuncjusz na Kubie. W listopadzie 1981 został przeniesiony na stolicę arcybiskupią San Cristobal de la Habana. W latach 1988–1998 i ponownie 2001–2007 pełnił funkcję przewodniczącego Konferencji Biskupów Katolickich Kuby. W listopadzie 1994 Jan Paweł II mianował go kardynałem, nadając mu tytuł prezbitera Ss. Aquila e Priscilla.
Brał udział w konferencjach generalnych Episkopatów Latynoamerykańskich (1979 w meksykańskim Puebla, 1992 w Santo Domingo na Dominikanie) oraz sesjach Światowego Synodu Biskupów w Watykanie. W listopadzie 2000 reprezentował Jana Pawła II w charakterze specjalnego wysłannika na Narodowym Kongresie Eucharystycznym Salwadoru.
Uczestnik konklawe 2005 i konklawe 2013 roku. 18 października 2016 roku skończył 80 lat i stracił prawo do udziału w konklawe.